# Ruskin (Florida)
Ruskin és una concentració de població designada pel cens dels Estats Units a l'estat de Florida. Segons el cens del 2000 tenia 8.321 habitants.

## Demografia
Segons el cens del 2000, Ruskin tenia 8.321 habitants, 2.963 habitatges, i 2.074 famílies. La densitat de població era de 225,6 habitants/km².
Dels 2.963 habitatges en un 29,8% hi vivien nens de menys de 18 anys, en un 53,6% hi vivien parelles casades, en un 10,5% dones solteres, i en un 30% no eren unitats familiars. En el 23,9% dels habitatges hi vivien persones soles l'11,6% de les quals corresponia a persones de 65 anys o més que vivien soles. El nombre mitjà de persones vivint en cada habitatge era de 2,79 i el nombre mitjà de persones que vivien en cada família era de 3,28.
Per edats la població es repartia de la següent manera: un 26,5% tenia menys de 18 anys, un 9,6% entre 18 i 24, un 26,8% entre 25 i 44, un 21,1% de 45 a 60 i un 16,1% 65 anys o més.
L'edat mediana era de 35 anys. Per cada 100 dones de 18 o més anys hi havia 102,9 homes.
La renda mediana per habitatge era de 28.228 $ i la renda mediana per família de 32.404 $. Els homes tenien una renda mediana de 25.787 $ mentre que les dones 20.817 $. La renda per capita de la població era de 12.943 $. Entorn del 10,6% de les famílies i el 17,1% de la població estaven per davall del llindar de pobresa.

## Poblacions més properes
El següent diagrama mostra les poblacions més properes.